# TV Miramar
TV Miramar é uma emissora de televisão educativa brasileira sediada em João Pessoa, capital do estado da Paraíba. Opera no canal 4 (24 UHF digital) e é afiliada à TV Cultura. A emissora pertence a Fundação Virginius da Gama e Melo, que também é responsável pela Miramar FM 107.7 (arrendada à Rádio Deus É Amor), e é administrada pelo Sistema Arapuan de Comunicação.

## História

### TVE Paraíba (1989-2006)
Em 20 de outubro de 1989, a Fundação Virgínius da Gama e Melo, ligada na época à Universidade Federal da Paraíba (UFPB) e aos Institutos Paraibanos de Educação (Ipê), coloca o canal 4 VHF no ar. Operando como retransmissora da extinta TVE Brasil, sua antena foi instalada no alto do edifício do INSS, no Centro de João Pessoa. O projeto inicial era transformar a retransmissora em emissora. A ideia não saiu do papel e a retransmissora foi mantida e administrada pela fundação.
O sinal do canal 4 foi marcado por inúmeras interrupções nos anos 1990, devido à falta de manutenção técnica e problemas financeiros. No final de 1997, o canal 4 foi desativado devido à grave crise que afetava a Fundação Virginius da Gama e Melo. A fundação conseguiu reativar em 1998 o canal 4, com sinal de péssima qualidade, logo em seguida voltando a sair do ar.
No final de 2000, devido às dificuldades financeiras, a Fundação, junto com a retransmissora (canal 4 e a FM 107,7 MHz) foram transferidas para um grupo de líderes religiosos evangélicos. A FM foi reativada e passou a ser denominada Cristã FM. Em meados de 2001, o canal 4 voltou precariamente ao ar.
Em novembro de 2002,  a retransmissora da TVE Brasil, realizou sua primeira transmissão local do canal 4, direto da cobertura do edifício sede do INSS, no centro de João Pessoa, local onde fica situado os transmissores e sistema radiante. A transmissão contou com a participação do pastor Marcelo Fonseca Munguba, Pastor Edvan Carneiro da Silva e o reporte Ronaldo Ponciano, com a direção de imagens de Humberto Borges e cinegrafista Edson David.
Em meados de 2003, ainda na qualidade de retransmissora, o canal 4, sob o nome fantasia de TV Miramar, passa a produzir programação local. Dentre os programas locais estavam o policial De Olho na Cidade, Ana Ponzi, Display, os jornalísticos Câmara Aberta e Falando Sério, além do religioso Êta Glória. Nessa época, a produção dos programas era precária e marcada pelo improviso. No final de 2003, os programas locais foram saindo do ar e videoclipes esporádicos eram exibidos para preencher os vazios da programação, em pouco tempo, apenas dois programas (De Olho na Cidade e Falando Sério) restavam na programação.

### TV Miramar (desde 2006)
Em fevereiro de 2005, a Fundação Virginius da Gama e Melo firma convênio com a Câmara Municipal de João Pessoa para exibição de programas da TV Câmara de João Pessoa no canal 4 (VHF), pelo convênio, o canal 4 (VHF) ganhou um novo transmissor, o que garantiu uma melhor imagem e maior alcance. Em março de 2005, foram ao ar, ao longo da programação, trechos da programação da TV Câmara, algum tempo depois os programas passaram a ser exibidos em horários pré-determinados. Em 5 de junho de 2006 a TVE Paraíba passa a se chamar TV Miramar. Em maio de 2009, o convênio acaba e os programas da TV Câmara deixam de ser exibidos na emissora.
No dia 17 de agosto de 2020, a TV Miramar voltou a ter programação local retransmitindo os programas jornalísticos Paraíba Verdade (exibido das 06 até as 08 horas), Arapuan Verdade (das 12 às 14 horas) e 60 Minutos (das 17 às 19 horas), sendo todos eles da Arapuan FM. No caso de transmissões especiais, como foi nas Eleições 2020, os horários podem ser estendidos.

## Sinal digital
| Canal virtual | Canal digital | Proporção de tela | Programação                                      |
| ------------- | ------------- | ----------------- | ------------------------------------------------ |
| 4.1           | 24 UHF        | 1080i             | Programação principal da TV Miramar / TV Cultura |

Transição para o sinal digital
Com base no decreto federal de transição das emissoras de TV brasileiras do sinal analógico para o digital, a TV Miramar, bem como as outras emissoras de João Pessoa, deveria ter cessado suas transmissões pelo canal 04 VHF em 30 de maio de 2018, seguindo o cronograma oficial da ANATEL, mas optou por cerca de 45 dias antes, tirar o sinal do ar, sem prévio aviso.